# Ancyrocephalidae
Ancyrocephalidae zijn een familie van parasitaire platwormen (Plathelmintes).

## Taxonomie
De volgende geslachten zijn bij de familie ingedeeld:
- Actinocleidus Mueller, 1937
- Aethycteron Suriano & Beverley-Burton, 1982
- Afrocleidodiscus Paperna, 1969
- Ameloblastella Kritsky, Mendoza-Franco & Scholz, 2000
- Amphithecium Boeger & Kritsky, 1988
- Amphocleithrum Price & Romero, 1969
- Anacanthoroides Kritsky & Thatcher, 1974
- Anacanthorus Mizelle & Price, 1965
- Anchoradiscoides Rogers, 1967
- Anchoradiscus Mizelle, 1941
- Ancistrohaptor Agarwal & Kritsky, 1998
- Ancyrocephaloides Yamaguti, 1938
- Ancyrocephalus Creplin, 1839
- Androspira Suriano, 1981
- Annulotrema Paperna & Thurston, 1969
- Annulotrematoides Kritsky & Boeger, 1995
- Apedunculata Cuglianna, Cordeiro & Luque, 2009
- Aphanoblastella Kritsky, Mendoza-Franco & Scholz, 2000
- Archidiplectanum Mizelle & Kritsky, 1969
- Aristocleidus Mueller, 1936
- Atherinicus Bychowsky & Nagibina, 1969
- Biotodomella Morey, Arimuya & Boeger, 2019
- Birgiellus Bilong Bilong, Nack & Euzet, 2007
- Bouixella Euzet & Dossou, 1976
- Bravohollisia Bychowsky & Nagibina, 1970
- Caballeria Bychowsky & Nagibina, 1970
- Cacatuocotyle Boeger, Domingues & Kritsky, 1997
- Calpidothecioides Kritsky, Boeger & Jégu, 1997
- Calpidothecium Kritsky, Boeger & Jégu, 1997
- Characidotrema Paperna & Thurston, 1968
- Characithecium Mendoza-Franco, Reina & Torchin, 2009
- Cichlidogyrus Paperna, 1960
- Clavunculus Mizelle, Stokely, Jaskoski, Seamster & Monaco, 1956
- Cleidodiscus Mueller, 1934
- Cleithrarticus Mizelle, 1963
- Cosmetocleithrum Kritsky, Thatcher & Boeger, 1986
- Crinicleidus Beverley-Burton, 1986
- Cryptocephalum Vega, Viozzi & Brugni, 2011
- Curvianchoratus Hanek, Molnár & Fernando, 1974
- Dawestrema Price & Nowlin, 1967
- Diaphorocleidus Jogunoori, Kritsky & Venkatanarasaiah, 2004
- Diplectanotrema Johnston & Tiegs, 1922
- Diversohamulus Bychowsky & Nagibina, 1969
- Duplaccessorius Viozzi & Brugni, 2004
- Enallothecium Kritsky, Boeger & Jégu, 1998
- Enterogyrus Paperna, 1963
- Euryhaliotrema Kritsky & Boeger, 2002
- Eutrianchoratus Paperna, 1969
- Glandulocephalus Unnithan, 1972
- Glyphidohaptor Kritsky, Galli & Yang, 2007
- Gobioecetes Ogawa & Ito, 2017
- Gonocleithrum Kritsky & Thatcher, 1983
- Guavinella Mendoza-Franco, Scholz & Cabañas-Carranza, 2003
- Gussevia Kohn & Paperna, 1964
- Haliotrema Johnston & Tiegs, 1922
- Haliotrematoides Kritsky, Yang & Sun, 2009
- Hareocephalus Young, 1968
- Helicirrus Corlis, 2004
- Hemirhamphiculus Bychowsky & Nagibina, 1970
- Heteronchocleidus Bychowsly, 1957
- Heteropriapulus Kritsky, 2007
- Heterotesia Paperna, 1969
- Heterothecium Kritsky, Boeger & Jégu, 1997
- Iliocirrus Corlis, 2004
- Inserotrema Viozzi, Marín, Carvajal, Brugni & Mancilla, 2007
- Insulacleidus Rakotofiringa & Euzet, 1983
- Jainus Mizelle, Kritzky & Crane, 1968
- Kriboetrema Sarabeev, Rubtsova, Yang & Balbuena, 2013
- Kritskyia Kohn, 1990
- Leptocleidus Mueller, 1936
- Lethrinitrema Lim & Justine, 2011
- Ligictaluridus Beverley-Burton, 1984
- Ligophorus Euzet & Suriano, 1977
- Linguadactyla Brinkmann, 1940
- Linguadactyloides Thatcher & Kritsky, 1983
- Longidigitis Corlis, 2004
- Marumbius Boeger, Ferreira, Vianna & Patella, 2014
- Mastacembelocleidus Kritsky, Pandey, Agrawal & Abdullah, 2004
- Metahaliotrema Yamaguti, 1953
- Mexicana Caballero & Bravo-Hollis, 1959
- Mexicotrema Lamothe-Argumedo, 1969
- Microncocotyle Kritsky, Aquaro & Galli, 2010
- Monocleithrium Price & McMahon, 1966
- Mymarothecium Kritsky, Boeger & Jégu, 1998
- Nanayella Acosta, Mendoza-Palmero, da Silva & Scholz, 2019
- Nanotrema Paperna, 1969
- Neodiplectanotrema Gerasev, Gaevskaja & Kovaleva, 1987
- Neohaliotrema Yamaguti, 1965
- Notodiplocerus Suriano, 1980
- Notothecioides Kritsky, Boeger & Jégu, 1997
- Notothecium Boeger & Kritsky, 1988
- Notozothecium Boeger & Kritsky, 1988
- Octouncuhaptor Mendoza-Franco, Roche & Torchin, 2008
- Odothecium Kritsky, Boeger & Jégu, 1997
- Onchobdella Paperna, 1968
- Onchocleidus Mueller, 1936
- Palombitrema Price & Bussing, 1968
- Paradiplectanotrema Gerasev, Gayevskaya & Kovaleva, 1987
- Parahemirhamphiculus Bychowsky & Nagibina, 1969
- Parancylodiscoides Caballero & Bravo Hollis, 1961
- Parancyrocephaloides Yamaguti, 1938
- Paraneohaliotrema Zhukov, 1976
- Parasciadicleithrum Mendoza-Palmero, Blasco-Costa, Hernández-Mena & Pérez-Ponce de León, 2017
- Pennulituba Rehulková, Justine & Gelnar, 2010
- Philocorydoras Suriano, 1986
- Pithanothecium Kritsky, Boeger & Jégu, 1997
- Placodiscus Paperna, 1972
- Platycephalotrema Kritsky & Nitta, 2019
- Pronotogrammella Cruces, Chero, Sáez & Luque, 2020
- Protancyrocephaloides Burn, 1978
- Protancyrocephalus Bychowsky, 1957
- Protorhinoxenus Domingues & Boeger, 2002
- Pseudamphibdella Yamaguti, 1958
- Pseudempleurosoma Yamaguti, 1965
- Pseudodactylogyroides Ogawa, 1986
- Pseudodiplectanotrema Gerasev, Gaevskaja & Kovaleva, 1987
- Pseudohaliotrema Yamaguti, 1953
- Pseudotetrancistrum Caballero & Bravo-Hollis, 1961
- Recurvatus Corlis, 2004
- Rhinonastes Kritsky, Thatcher & Boeger, 1988
- Rhinoxenoides Santos Neto, Costa, Soares & Domingues, 2018
- Rhinoxenus Kritsky, Boeger & Thatcher, 1988
- Salsuginus Beverley-Burton, 1984
- Sciadicleithrum Kritsky, Thatcher & Boeger, 1989
- Sclerocleidoides Agrawal, Yadav & Kritsky, 2001
- Scutogyrus Pariselle & Euzet, 1995
- Sundatrema Lim & Gibson, 2009
- Susanlimae Boeger, Pariselle & Patella, 2015
- Syncleithrium Price, 1967
- Telethecium Kritsky, Van Every & Boeger, 1996
- Tereancistrum Kritsky, Thatcher & Kayton, 1980
- Tetracleidus Mueller, 1936
- Tetrancistrum Goto & Kikuchi, 1917
- Thylacicleidus Wheeler & Klassen, 1988
- Triacanthinella Bychowsky & Nagibina, 1968
- Trianchoratus Price & Berry, 1966
- Tribaculocauda Tripathi, 1959
- Trinibaculum Kritsky, Thatcher & Kayton, 1980
- Trinidactylus Hanek, Molnár & Fernando, 1974
- Tucunarella Mendoza-Franco, Scholz & Rozkosná, 2010
- Tylosuricola Unnithan, 1964
- Urocleidoides Mizelle & Price, 1964
- Urocleidus Mueller, 1934
- Vancleaveus Kritsky, Thatcher & Boeger, 1986
- Volsellituba Rehulková, Justine & Gelnar, 2010
- Walteriella Mendoza-Palmero, Mendoza-Franco, Acosta & Scholz, 2019
- Williamsius Rogers, 2016
- Xenoligophoroides Dmitrieva, Sanna, Piras, Garippa & Merella, 2018

### Nomen dubium
- Engraulitrema Gupta & Krishna, 1980
- Protoancyrocephalus Bychowsky in Lindberg et al., 1959

### Synoniemen
- Aliatrema Plaisance & Kritsky, 2004 => Euryhaliotrema Kritsky & Boeger, 2002
- Daitreosoma Johnston & Tiegs, 1922 => Protogyrodactylus Johnston & Tiegs, 1922
- Esomocleidus Devak, Shrivastava, Rajvanchi & Agrawal, 2014
- Euryhaliotrematoides Plaisance & Kritsky, 2004 => Euryhaliotrema Kritsky & Boeger, 2002
- Haplocleidus Mueller, 1937 => Onchocleidus Mueller, 1936
- Heterotylus Jogunoori, Kritsky & Venkatanarasaiah, 2004 => Heteropriapulus Kritsky, 2007
- Isohaliotrema Young, 1968 => Parancylodiscoides Caballero & Bravo Hollis, 1961
- Longihaptor Mizelle & Kritsky, 1969 => Gussevia Kohn & Paperna, 1964
- Lyrodiscus Rogers, 1967 => Williamsius Rogers, 2016
- Metadiplectanotrema Gerasev, Gaevskaya & Kovaleva, 1987 => Pseudempleurosoma Yamaguti, 1965
- Microncotrema Yamaguti, 1958 => Dactylogyrus Diesing, 1850
- Microncotrematoides Yamaguti, 1963 => Dactylogyrus Diesing, 1850
- Neomurraytrematoides Fuentes Zambrano & Ochoa Añez, 1993 => Neotetraonchus Bravo-Hollis, 1968
- Omothecium Kritsky, Thatcher & Boeger, 1987 => Demidospermus Suriano, 1983
- Paracosmetocleithrum Acosta, Scholz, Blasco-Costa, Alves & da Silva, 2017 => Cosmetocleithrum Kritsky, Thatcher & Boeger, 1986
- Parahaliotrema Mizelle & Price, 1964 => Haliotrema Johnston & Tiegs, 1922
- Parahaliotrematoides Kohn, Cohen & Salgado-Maldinado, 2006 => Pseudohaliotrematoides Yamaguti, 1953 => Tetrancistrum Goto & Kikuchi, 1917
- Paramphocleithrium Suriano & Incorvaia, 1995 => Demidospermus Suriano, 1983
- Pseudancyrocephalus Yamaguti, 1968 => Tetrancistrum Goto & Kikuchi, 1917
- Pseudohaliotrematoides Yamaguti, 1953 => Tetrancistrum Goto & Kikuchi, 1917
- Pseudovancleaveus França, Issac, Pavanelli & Takemoto, 2003 => Ameloblastella Kritsky, Mendoza-Franco & Scholz, 2000
- Pterocleidus Mueller, 1937 => Onchocleidus Mueller, 1936